# Ghislaine Howard
Pour les articles homonymes, voir Howard.
Ghislaine Howard est une peintre britannique née en 1953. Son travail artistique explore la condition humaine.

## Biographie
Ghislaine Howard est née à Eccles, dans le Lancashire, en 1953.
Sa volonté de devenir artiste l'amène à prendre des cours d'art avec Harold Riley. Elle suit une classe préparatoire à l'Université métropolitaine de Manchester et obtient un diplôme en Beaux-arts à l'Université de Newcastle, où elle partage un appartement avec Debbie Horsfield (en).

## Expositions
Elle attire l'attention du monde de l'art en 1983 avec A Shared Experience (« Une expérience partagée ») à la Manchester City Art Gallery, une exposition ayant pour thème la grossesse et l'accouchement, et qui récolte les éloges de la critique.
Le statut de Liverpool comme Capitale européenne de la culture en 2008  mène l'artiste à la production d'une nouvelle œuvre majeure, The Empty Tomb (« Le Tombeau Vide »), qui est dévoilée par l'Évêque de Liverpool le dimanche de Pâques 2008.
Cette œuvre est suivie par  Ghislaine Howard 365, également appréciée par la critique, à l'Imperial War Museum North, une exposition qui rassemble 365 petites toiles, chacune d'entre elles dépeignant un événement d'actualité d'un jour de l'année.
Son grand cycle de peintures The Stations of The Cross / The Captive est exposé dans les deux cathédrales de Liverpool ainsi qu'à la cathédrale de Canterbury . Howard réalise également un retable de 25 pieds de haut (entre 7 et 8 mètres), figurant la Visitation, dans la Chapelle de la Trinité à l'Université de Liverpool Hope.
En 2013, son Pregnant Self Portrait (« Autoportrait enceinte  ») a été une pièce d'une exposition au British Museum,, une rétrospective de l'évolution de l'art occidental. Le conservateur du musée, Jill Cook, a déclaré que le dessin était de ceux qui invitaient le plus à la réflexion parmi l'exposition.

## Collections publiques
Le travail de Howard fait partie de la Royal Collection, et des collections de Manchester Art Gallery,  Whitworth Art Gallery,, Graves Art Gallery, Sheffield, Salford Museum and Art Gallery, the BBC, Saint Mary’s Maternity Unit Manchester, The Manchester Metropolitan University, His Majesty’s Prison Service, British Medical Association, The Methodist Modern Art Collection, et Liverpool Hope University College.